# Daïra de Mansoura (Ghardaïa)
Pour les articles homonymes, voir Mansourah.
La daïra de Mansoura est une daïra d'Algérie située dans la wilaya de Ghardaïa et dont le chef-lieu est la ville éponyme de Mansoura.

## Géographie
- La daïra de Mansoura est composée de deux communes :
  1. Aïn Ghoraba
  2. Beni Mester

## Démographie
- En 2008, la population était de 2 840 habitants[1].
- La densité de population était de 0,44 habitant/km².